# (34511) 2000 SK175
2000 SK175 (asteroide 34511) é um asteroide da cintura principal. Possui uma excentricidade de 0.17353600 e uma inclinação de 6.37785º.
Este asteroide foi descoberto no dia 28 de setembro de 2000 por LINEAR em Socorro.